# داز باتلر
داز باتلر (انگلیسی: Daws Butler؛ ۱۶ نوامبر ۱۹۱۶ – ۱۸ مهٔ ۱۹۸۸) بازیگر و صداپیشه اهل ایالات متحده آمریکا بود. وی بین سال‌های ۱۹۳۵ تا ۱۹۸۸ میلادی فعالیت می‌کرد.
علت شهرت او، صداپیشگی شخصیت‌های کارتونیِ محبوبِ هانا-باربرا همچون «یوگی»، «کوئیک درا مک‌گرا»، «بابا لوئی»، «اسناگلپوس»، «هاکلبری هاوند»، «والی گیتور»، «اوگی دوگی»، «لیپی»، «لوپی دِ لوپ» و «چیلی‌ویلی» است.
از فیلم‌ها یا برنامه‌های تلویزیونی که وی در آن نقش داشته‌است، می‌توان به مری پاپینز، یوگی و دوستان، والی گیتور و لیپی و هاردی هارهار اشاره کرد.